# Institut Le Rosey

Chatéau de Rosey i Rolle, Vaud.

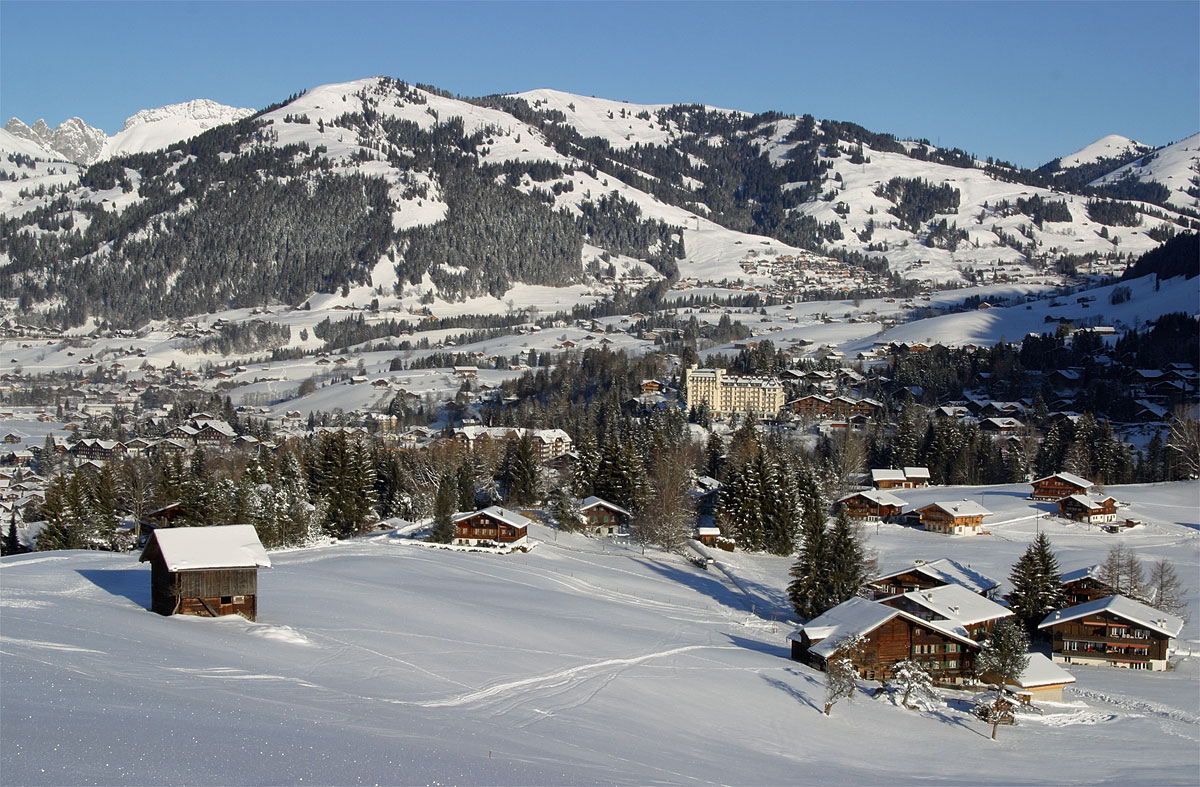
Campuset i Gstaad.

Institut Le Rosey, vanligtvis kallad Le Rosey eller Rosey, är en skola nära Rolle i Schweiz. Det är en av världens mest mytomspunna och prestigefyllda skolor som har utbildat kungligheter och andra kända personer från hela världen. 
Skolan grundades av Paul-Émile Carnal 1880 och är en av de äldsta internatskolorna i Schweiz. Le Rosey har två anläggningar, en i Rolle utanför Genève och ett campus i Gstaad, där eleverna huseras under skidsäsongen mellan januari och mars varje år. 
Skolans filosofi och pedagogik är inspirerad av Howard Gardners teori om "multipla intelligenser". Undervisningen sker huvudsakligen på franska och engelska. Le Rosey har ca 400 aktiva elever från över 58 länder, de flesta i åldern 14-18 år med jämn fördelning mellan könen. För att bibehålla den internationella atmosfären tillämpas kvotering mellan olika nationaliteter. Antalet elever per lärare är ca 5. Antalet alumner (tidigare elever) är ca 5000 varav endast ett fåtal svenskar.
Skolavgiften var 2011-2012 omkring 133 000 dollar per elev och läsår (exklusive extra avgifter för sportaktiviteter etc), vilket gör Le Rosey till världens dyraste privatskola.

## Kända alumner
- Aga Khan IV
- Albert II av Belgien
- Alexander, kronprins av Jugoslavien
- Baudouin av Belgien
- Bijan Pakzad
- John Casablancas (född 1942), grundare av Elite Model Management
- Julian Casablancas, musiker, medlem i gruppen The Strokes.
- David Burghley
- Prins Edward, hertig av Kent
- Dodi Fayed
- José Ferrer
- Fuad II av Egypten
- Emmanuel de Graffenried
- Guillaume av Luxemburg
- Albert Hammond, Jr.
- John Heinz
- Juan Carlos I av Spanien
- Sean Lennon
- Abdul Reza Pahlavi, iransk prins
- Ahmad Reza Pahlavi, iransk prins
- Mohammad Reza Pahlavi, kejsare av Iran
- Nicholas Negroponte
- Rainier III av Monaco
- Rhonda Ross Kendrick (född 1971), dotter till Diana Ross och Berry Gordy